# Paul Hunter (director)
Paul Hunter (Los Ángeles, California) es un director estadounidense de videos musicales, conocido por su alto presupuesto en el ámbito de música pop.
Se especializó en Radio, Televisión y cine en la Universidad Estatal de California Northridge.
A lo largo de su trayectoria, ha dirigido más de 100 videoclips musicales, muchos anuncios de televisión y ha sido nominado a los Premios Emmy, por el anuncio de Nike Freestyle comercial.
Ha trabajado con numerosos artistas, como Michael Jackson, Snoop Dogg, Jennifer Lopez, Christina Aguilera, Eminem, Mariah Carey, Will Smith, Nicole Scherzinger, Britney Spears y Janet Jackson, Marilyn Manson entre otros.

## Videografía

### 1996
- Aaliyah - "One in a Million"
- Aaliyah feat. Ginuwine, Missy Elliott & Timbaland - "[[One in a Million [Remix]]]"
- Aaliyah - "Got To Give It Up"
- The Twinz - "Eastside LB"
- Keith Sweat - "Twisted"
- Keith Sweat - "Nobody"
- Deja Gruv - "You're not around"
- Keith Sweat - "Just a touch"
- Snoop Dogg - "Santa goes straight to the ghetto"

### 1997
- Puff Daddy - "Can't nobody hold me down"
- Adriana Evans - "Seein' is believin'"
- Heavy D & the Boyz - "Big daddy"
- Warren G. - "I shot the sheriff"
- Zhané - "Request line"
- Brownstone - "5 miles to empty"
- Mariah Carey - "Honey"8
- Erykah Badu - "On & On"7 9
- Whitney Houston - "Step by Step"
- Scarface feat Tupac Shakur - "Smile"
- Blackstreet feat. Ol' Dirty Bastard - "Fix [remix]"
- Mary J. Blige - "Love Is All We Need"
- Lauryn Hill - "The sweetest thing"
- Tamia - "Make tonight beautiful"
- LL Cool J - "Phenomenon"
- Puff Daddy - "It's all about the Benjamins"
- Boyz II Men - "4 seasons of loneliness"
- Laurnea - "Infatuation"
- Notorious B.I.G feat. Puff Daddy - "Hypnotize"4
- Snoop Dogg feat Teena Marie and Charlie Wilson - "Vapors"
- Mack 10 feat Snoop Dogg - "Only in California"
- Puff Daddy - "Been around the world"
- Da Brat - "The part continues"
- Salt 'n' Pepa - "Gitty up"

### 1998
- Babyface - "You were there"
- Jermaine Dupri feat. Da Brat - "The party continues"
- Flipmode Squad - "Everybody on the line outside"
- Joydrop - "Beautiful"
- LL Cool J - "Hot, hot, hot"
- Queen Latifah - "Bananas / Paper"
- Puff Daddy - "It's All About The Benjamins"6
- Ice Cube - "We be clubbin'"
- Missy Elliott feat. Timbaland & Mocha - "Hit 'Em Wit da Hee"
- LSG feat. Busta Rhymes - "Curious"
- Usher - "My Way"
- Brandy feat. Mase - "Top of the World"
- Tamia - "Imagination"
- Janet Jackson - "I Get Lonely"
- Marilyn Manson - "The Dope Show"2
- Hole - "Malibu"11
- Busta Rhymes - "Turn It Up (Remix) - Fire It Up"
- Whitney Houston feat.Faith Evans & Kelly Price - "Heartbreak Hotel"10
- Boyz II Men - "I can't let her go"
- A Tribe Called Quest - "Find a way"
- Everclear - "Father of mine"
- Flipmode Squad - "Cha cha cha"
- Lenny Kravitz - "Fly away"

### 1999
- Faith Evans feat. Puff Daddy - "All night long"
- Keith Sweat - "I'm not ready"
- Marilyn Manson - "I Don't Like the Drugs (But the Drugs Like Me)"
- Matchbox 20 - "Back 2 good"
- Will Smith's "Wild Wild West"5
- Lenny Kravitz - "American woman"
- TLC - "Unpretty"
- Enrique Iglesias - "Bailamos"
- Jennifer Lopez - "If You Had My Love"8
- Lenny Kravitz - "Fly Away"8
- Amyth - "1, 2, 3"
- Warren G feat. Mack 10 - "I want it all"
- D.E.X. - "Paper chasin"
- Puff Daddy feat. Mario Winans - "Best friend"
- D'Angelo - "Untitled (How Does It Feel)"5 6 9 10
- Jennifer Lopez - "Feelin' So Good"

### 2000
- Christina Aguilera - "Ven conmigo (Solamente tú)"
- Céline Dion - "I want you to need me"
- Will Smith - "Freakin' it"
- Brian McKnight - "Stay or let it go"
- Kelis - "Get Along With You"
- Dr. Dre feat. Snoop Dogg - "The next episode"
- Kina - "Girl from the gutter"
- Christina Aguilera - "Come On Over Baby (All I Want Is You)"
- Eminem - "The Way I Am"
- Lenny Kravitz - "Again"
- Deftones - "Back To School (Mini Maggit)"
- Tamia - "Stranger in my house"
- A Perfect Circle - "3 Libras"
- Faith Hill - "Where are you Christmas?"
- Jennifer Lopez - "Love don't cost a thing"7

### 2001
- Aaliyah - "We Need A Resolution"
- Michael Jackson - "You Rock My World"
- Lenny Kravitz - "Again"8
- Christina Aguilera, Lil' Kim, Mya & Pink - "Lady Marmalade"1 2
- Jay-Z feat. R.Kelly - "Guilty Until Proven Innocent"
- Nikka Costa - "Like a feather"
- Sunshine Anderson - "Lunch or Dinner"

### 2003
- Ashanti - "Rock Wit You (Awww Baby)"10
- Tyrese - "Signs of love makin'"
- Eminem - "Superman"
- Tamia - "Officially missing you"
- Britney Spears con Madonna - "Me Against the Music"
- Joe Budden feat. Redman - "Fire (yes, yes y'all)"
- Justin Timberlake - "Senorita"9
- Justin Timberlake - "I'm Lovin' It"
- Kelis - "Milkshake" (unreleased version)
- Pharrell feat. Jay-Z - "Frontin'"

### 2004
- Mya - "My love is like... Whoah!"
- N.E.R.D - "Maybe"
- Van Hunt - "Down here in Hell (with you)"
- Mos Def - "Sex, Love & Money"
- Snoop Dogg feat. Pharrell - "Drop It Like It's Hot"

### 2005
- Snoop Dogg feat. Pharrell - "Let's get blown"
- Snoop Dogg feat. Justin Timberlake - "Signs"
- Gwen Stefani - "Hollaback Girl"5 6 8
- Thicke feat. Pharrell - "Wanna love you girl" (unaired)
- Pharrell feat. Gwen Stefani - "Can I Have It Like That"
- Mariah Carey - "Don't Forget About Us"
- The Pussycat Dolls feat. Busta Rhymes - "Don't Cha"
- Will Smith - "Switch"
- Common - "Be"
- Will Smith - "Party Starter"
- Stevie Wonder - "So What The Fuss"
- Warren G feat. Snoop Dogg, Ice Cube & B-Real - "Get U down"

### 2006
- Jamie Foxx feat. Twista - "DJ play a love song"
- Mariah Carey feat. Snoop Dogg - "Say Somethin'"
- Mary J. Blige with U2 - "One"
- Warren G feat. Nate Dogg - "I Need a Light"
- Jamie Foxx - "Extravaganza"
- Luke & Q - "My turn"
- Outkast - "Idlewild blues"
- Justin Timberlake feat. T.I. - "My Love"

### 2007
- Nicole Scherzinger feat. T.I. - "Whatever U Like"

### 2011
- Nicole Scherzinger ft. 50 cent - "Right There"